# (145480) 2005 TB190
(145480) 2005 TB190, tạm thời được gọi là (145480) 2005 TB190, là một thiên thể bên ngoài sao Hải Vương (TNO) với cấp sao tuyệt đối là 4,4.

## Quỹ đạo
(145480) 2005 TB190 được phân loại là đĩa phân tán mở rộng bởi Deep Ecliptic Survey (DES), bởi vì quỹ đạo của nó dường như vượt quá các tương tác hấp dẫn đáng kể với quỹ đạo hiện tại của Sao Hải Vương. Tuy nhiên, nếu sao Hải Vương tiếp tục di cư ra bên ngoài, sẽ có một giai đoạn mà sao Hải Vương có độ lệch tâm cao hơn. Điểm viễn nhật của (145480) 2005 TB190 nằm ở 104 AU. 

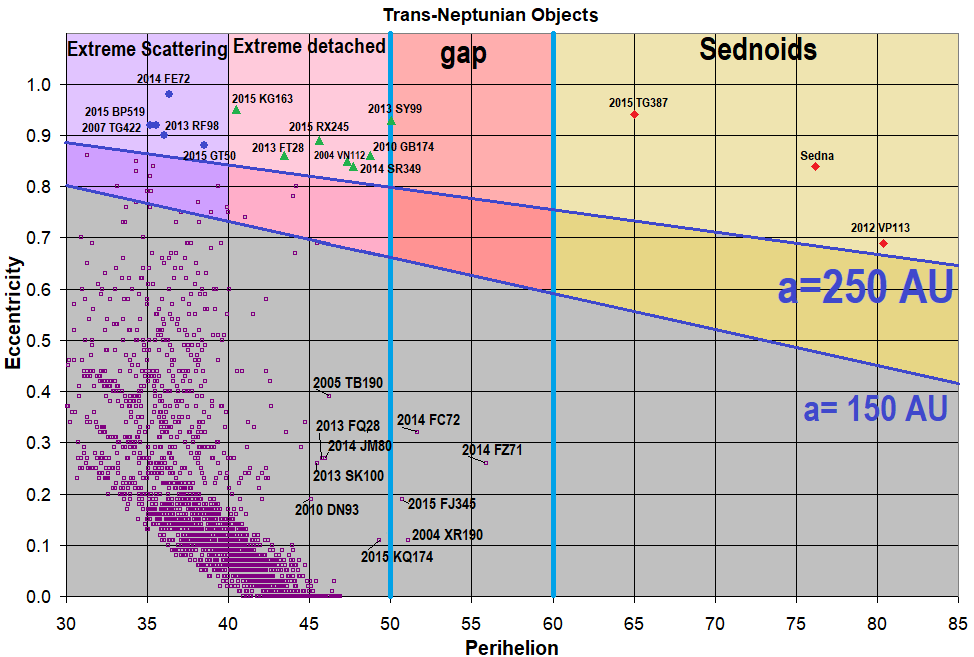
(145480) 2005 TB190 nằm gần "khoảng trống", một khu vực chưa được hiểu rõ.

Mô phỏng của Emel'yanenko và Kiseleva vào năm 2007 cho thấy (145480) 2005 TB190 dường như có ít hơn 1% cơ hội ở trong cộng hưởng 4:1 với Sao Hải Vương.
Nó đã được quan sát 202 lần tại bảy điểm khác nhau của quỹ đạo. Thiên thể này đạt điểm cận nhật vào tháng 1 năm 2017.  Có những quan sát tiền khám phá về (145480) 2005 TB190 từ tháng 11 năm 2001.

## Đặc điểm vật lý
Năm 2010, thông lượng nhiệt từ của (145480) 2005 TB190 trong tia hồng ngoại xa được đo bằng Kính viễn vọng Không gian Herschel. Kết quả là, kích thước của nó được ước tính nằm trong phạm vi từ 335 đến 410 km.
Trong ánh sáng khả kiến, (145480) 2005 TB190  có độ dốc quang phổ màu đỏ vừa phải.
TNO được tìm thấy vào năm 2009 có thời gian quay vòng là 12,68 ±3 giờ, một giá trị chung cho các vật thể xuyên sao Hải Vương có kích thước của nó. Một vật thể khác có kích thước tương tự là (120348) 2004 TY364 có thời gian quay quay chính nó là 11,7 ± 3 giờ.